# الصقور الأوكرانية
الصقور الأوكرانية، (الأوكرانية: Українські Соколи، Ukrayins’ki Sokoly)، (بالإنجليزية: Ukrainian Falcons)‏ هو فريق استعراض بهلواني للقوات الجوية الأوكرانية. تأسست في عام 1995 كفريق من 6 طائرات ميغ-29 (5 طائرات ميج 929 وميكويان ميج-29).

## خلفية تاريخية
تمثل الصقور الأوكرانية نخبة طيارين مقاتلي سلاح الجو الأوكراني. ويقود هذا الفريق الكولونيل ف. روسوشانسكي، (الاختبار التجريبي من الدرجة الأولى) (Test Pilot First Class). أيضا أعضاء الفريق هم كولونيل كوروليوف ودودكين، واللفتنانت كولونيلز كوفوليوف، وفيتشرينسكي، وماجور سوتنيكوف، وأوفتشينكوف، واللفتنانت كولونيل نيكولاي مخيد. تتمركز «الصقور» في قاعدة كيروفسكي الجوية (كيروفسكي رايون، شرق شبه جزيرة القرم).
كان عضو فالكونز الأوكراني الليفتنانت كولونيل فولوديمير توبونار الطيار الرئيسي لسوخوي Su-27 الذي تحطم أثناء كارثة Sknyliv في عام 2002 (نجا من الإصابات). وأدين بتهمة التسبب في الحادث وحكم عليه بالسجن لمدة 14 سنة.